# Ist-Zustand
Der Ist-Zustand ist in der Betriebswirtschaftslehre, Organisationstheorie und Volkswirtschaftslehre die Gesamtheit eines tatsächlichen Zustands von Betriebsorganisation, Geschäftsprozessen, Personalwirtschaft oder Produktionstechnik zu einem bestimmten Stichtag. Gegensatz ist der Soll-Zustand.
Ein Ist-Zustand ist der tatsächlich vorhandene Status einer Organisationsstruktur, der in organisatorisch definierten Größen definiert wird. Der mittels Zielen (Unternehmensziele) gesetzte – und anzustrebende – Soll-Zustand wird dem Ist-Zustand durch einen Soll-Ist-Vergleich gegenübergestellt, um Abweichungen ermitteln zu können. Im REFA-Arbeitsstudium wird der Ist-Zustand als „der zu einem bestimmten Zeitpunkt oder während einer bestimmten Dauer beobachtete tatsächlich vorgefundene Zustand eines Arbeitssystems“ verstanden.

## Erfassung des Ist-Zustands
Der Ist-Zustand ist ein betrieblicher Status quo und wird mit Hilfe einer Ist-Zustand-Erfassung durch Erhebung derjenigen Daten ermittelt, die seine Eigenschaften kennzeichnen. Die Erfassung des Ist-Zustands kann mit einer Inventur verglichen werden; er erstreckt sich jedoch über den Lagerbestand und weiteren Bilanzpositionen hinaus auch auf alle betrieblichen Funktionen (Beschaffung, Finanzierung, Organisation, Personal, Produktion, Verwaltung und Vertrieb) sowie die Geschäftsprozesse. Zu erfassende Daten sind die Istwerte.
Als Erhebungsmethoden stehen zur Verfügung:
- Primärerhebung:
  - Befragung,
  - Beobachtung (insbesondere Multimoment-Studie),
  - Fragebogen,
  - Selbstaufschreibung;
- Sekundärerhebung:
  - Dokumentenanalyse,
  - Trägermedien wie Bildträger, Datenträger, Tonträger.

Hierdurch werden gegenwärtige Arbeitsabläufe, Kostenstrukturen, Lieferfähigkeit oder Lieferservice festgehalten.

## Änderung des Ist-Zustands
Negative Abweichungen des Ist-Zustands vom Soll-Zustand werden durch die SWOT-Analyse oder Abweichungsanalyse erkannt, die unter anderem Schwachstellen aufdecken. Durch Umorganisation oder Restrukturierung werden Maßnahmen zur Behebung der Mängel ergriffen, um den angestrebten Soll-Zustand zu erreichen. Der Ist-Zustand bildet auch den Ausgangspunkt für die Unternehmensplanung, die einen anzustrebenden Soll-Zustand aufzeigt.

## Andere Fachgebiete
In der Mathematik ist beispielsweise der Ist-Zustand eine Rechenaufgabe, der Soll-Zustand deren Lösung. In Chemie und Physik ist der Standardzustand ein Zustand, welcher häufig als (mehr oder weniger willkürlicher) Referenzzustand (Soll-Zustand) benutzt wird. Er kann oft ortsabhängig sein wie der Normalluftdruck. Bei einer Standardatmosphäre (15 °C auf Meereshöhe mit {\displaystyle p_{0}} = 1013,25 HPa) kann der Luftdruck {\displaystyle p} für die Höhe über dem Meer {\displaystyle H} und mit {\displaystyle H_{0}} = 8435 m über die barometrische Höhenformel angenähert werden. Für eine Dichte der Luft bei 0 °C (ebenfalls auf Meereshöhe) ergibt sich {\displaystyle H_{0}} = 7990 m ≈ 8 km. Die Exponentialfunktion
{\displaystyle p(H)\approx p_{0}\cdot \mathrm {exp} \left({\frac {-H}{H_{0}}}\,\right)\,}
ergibt deshalb nur eine Annäherung an die wirklichen Luftdruckverhältnisse (Ist-Zustände).
Im Personalwesen und beim Militär wird zwischen Sollstärke und Iststärke unterschieden. Ausgangspunkt ist der Stellenplan, der eine bestimmte Sollstärke für das Personal vorgibt: Die Sollstärke repräsentiert die tatsächlich verfügbaren Arbeitskräfte, während die Personalkapazität auch die vorhandenen, aber nicht einsetzbaren Arbeitskräfte umfasst. Krank gemeldete oder in Urlaub befindliche Mitarbeiter gehören nicht zur Iststärke, sind jedoch in der Sollstärke erfasst.
In der öffentlichen Verwaltung haben Behörden üblicherweise einen Haushaltsplan (vgl. öffentlicher Haushalt), in dem die Erträge (Einnahmen) und Aufwendungen (Ausgaben) jeweils als Soll- und Ist-Werte gegenüberstellend zu veranschlagen sind.
In der Technik wird ein Fehler als die Abweichung des Ist-Zustands vom Soll-Zustand bezeichnet, wobei der Sollzustand durch eine Norm (beispielsweise DIN) vorgegeben sein kann und dann die Abweichung Normabweichung genannt wird.
Im Umweltschutz wird der Soll-Zustand der Luft als Naturzustand dargestellt, während Luftverunreinigungen im Sinne des § 3 Abs. 4 BImSchG Veränderungen der natürlichen Zusammensetzung der Luft sind, insbesondere durch Rauch, Ruß, Staub, Gase, Aerosole, Dämpfe oder Geruchsstoffe. Diese Veränderungen sind der örtliche Ist-Zustand.
In der Volkswirtschaftslehre bildet das Magische Viereck einen Katalog von vier ökonomischen Staatszielen, der als anzustrebender Soll-Zustand interpretiert werden kann. Schwankt beispielsweise das Preisniveau wegen Inflation sehr stark (Ist-Zustand), ist das anzustrebende Ziel der Preisniveaustabilität nicht erreicht.